# Nsele (stadsdel)
Nsele är en stadsdel (franska: commune) i Kinshasa, cirka 30 km öster om stadens centrum.